# ناج رازی
ناج رازی (انگلیسی: Naj Razi؛ زادهٔ ۲۸ اکتبر ۲۰۰۶) بازیکن فوتبال اهل جمهوری ایرلند است که در حال حاضر برای کومو در پست هافبک بازی می‌کند.
وی همچنین در تیم‌های ملی فوتبال زیر ۱۷ سال و زیر ۱۹ سال جمهوری ایرلند بازی کرده است.

## اوایل زندگی
ناج رازی که در تالا، شهرستان دوبلین، ایرلند به دنیا آمد و بزرگ شد، اصالتی الجزایری دارد. او برای دریافت مدرک لیوینگ سرتیفیکت خود در کالج اشفیلد تحصیل کرد.

## دوران باشگاهی

### شامروک راورز
رازی نخستین بازی خود را برای تیم اول شامروک راورز در تاریخ ۲۳ ژوئیه ۲۰۲۳ برابر داندالک در چارچوب جام حذفی ایرلند انجام داد. در بازی بعدی، او در لیگ کنفرانس یوفا برابر تیم مجارستانی باشگاه فوتبال فرنتس‌واروش به‌عنوان بازیکن تعویضی به میدان رفت که این بازی در تاریخ ۲۷ ژوئیه برگزار شد. در تاریخ ۲۲ سپتامبر ۲۰۲۳، او نخستین بازی خود در لیگ ایرلند را برابر یو‌سی‌دی انجام داد. در ماه بعد، تیم شامروک راورز به‌عنوان قهرمان لیگ معرفی شد. در تاریخ ۳۰ اکتبر ۲۰۲۳، او نخستین بازی خود را در ترکیب اصلی شامروک راورز در لیگ برابر کورک سیتی انجام داد.

### کومو ۱۹۰۷
در ۱ فوریهٔ ۲۰۲۴، رازی با امضای قراردادی تا تابستان ۲۰۲۶ به سری بی و باشگاه کومو پیوست. مبلغ اولیهٔ این انتقال حدود ۴۵۰٬۰۰۰ یورو گزارش شده‌است. رازی پیش از تکمیل این انتقال توسط کومو، پیشنهادهایی برای تمرین با آرسنال و چلسی داشت.

## دوران ملی
رازی نخستین گل خود را برای تیم زیر ۱۷ سال جمهوری ایرلند در برابر ارمنستان زیر ۱۷ سال در اکتبر ۲۰۲۲ به ثمر رساند. در فوریه ۲۰۲۳، او تنها گل بازی را در پیروزی ۱–۰ برابر مجارستان زیر ۱۷ سال به ثمر رساند.
او برای تیم زیر ۱۷ سال ایرلند در قهرمانی زیر ۱۷ سال اروپا ۲۰۲۳ بازی کرد. او در بازی برابر ولز زیر ۱۷ سال گلزنی کرد و به ایرلند کمک کرد تا به مرحلهٔ یک‌چهارم نهایی صعود کند. رازی در ژوئن ۲۰۲۳ به‌عنوان بازیکن سال زیر ۱۷ سال اف‌ای‌آی در جوایز بین‌المللی فوتبال اف‌ای‌آی انتخاب شد.